# Monti Min
I monti Min (cinese: 岷山; pinyin e romanizzazione Wade-Giles: Min Shan) sono una catena montuosa situata in Cina centrale, nel Gansu sud-occidentale e nel Sichuan nord-occidentale. I monti Min sono un ramo dei monti Kunlun e corrono rozzamente lungo un asse nord-ovest/sud-est. La catena è costituita da impervi monti calcarei, con un'altitudine media di 2500 m sul livello del mare; vette individuali raggiungono altitudini più elevate. Nella sezione occidentale della catena, alcune vette superano i 4000 m di altezza. La struttura della catena è complessa, essendo costituita da varie catene che vanno a congiungersi con la parte settentrionale dei monti Daxue nel Sichuan occidentale che procedono da nord a sud.
Il paesaggio è arido e consiste prevalentemente di praterie e prati di montagna, nonostante la vegetazione vari a seconda dell'altitudine e della località. Nell'ovest, le cime più elevate sono ammantate di neve. La regione è bagnata a sud dal fiume Min e dai suoi affluenti, che sfociano nel Fiume Azzurro (Chang Jiang). Le pendici settentrionali sono bagnate a ovest dai rami sorgentizi dello Huang He (fiume Giallo) e a est dagli affluenti dello Jialing. La regione è abitata da pastori tibetani, nonché da alcuni Mongoli che abitano nell'estremità occidentale. I Cinesi (Han) vivono principalmente nelle città commerciali e nelle aree coltivate sparse.
Il nome Min ha origine antica; nell'antichità venivano chiamate così alcune delle principali vette della catena, piuttosto che l'intera catena. Le varie parti dei monti Min sono note anche con altri nomi. Le montagne dell'estremità occidentale sono chiamate Amne Machin (monti Jishi), e quelle a nord sono chiamate monti Xiqing. La sezione centrale della catena situata a ovest del fiume Min, che ha un andamento da nord a sud, è nota come monti Qionglai. La sezione più orientale, che si congiunge ai monti Daba, è nota come monti Motian.